# Macy (Indiana)
Macy és una població dels Estats Units a l'estat d'Indiana. Segons el cens del 2006 tenia 241 habitants.

## Demografia
Segons el cens del 2000, Macy tenia 248 habitants, 82 habitatges, i 62 famílies. La densitat de població era de 684 habitants/km².
Dels 82 habitatges en un 42,7% hi vivien nens de menys de 18 anys, en un 61% hi vivien parelles casades, en un 9,8% dones solteres, i en un 23,2% no eren unitats familiars. En el 18,3% dels habitatges hi vivien persones soles el 7,3% de les quals corresponia a persones de 65 anys o més que vivien soles. El nombre mitjà de persones vivint en cada habitatge era de 3,02 i el nombre mitjà de persones que vivien en cada família era de 3,51.
Per edats la població es repartia de la següent manera: un 33,9% tenia menys de 18 anys, un 7,3% entre 18 i 24, un 34,3% entre 25 i 44, un 14,1% de 45 a 60 i un 10,5% 65 anys o més.
L'edat mediana era de 31 anys. Per cada 100 dones de 18 o més anys hi havia 110,3 homes.
La renda mediana per habitatge era de 37.188$ i la renda mediana per família de 41.667$. Els homes tenien una renda mediana de 32.321$ mentre que les dones 15.750$. La renda per capita de la població era de 14.692$. Cap de les famílies i el 2,6% de la població estaven per davall del llindar de pobresa.

## Poblacions més properes
El següent diagrama mostra les poblacions més properes.